# Ґжибув (Плоцький повіт)
Ґжибув (пол. Grzybów) — село в Польщі, у гміні Слубіце Плоцького повіту Мазовецького воєводства.
Населення — 290 осіб (2011).
У 1975-1998 роках село належало до Плоцького воєводства.

## Демографія
Демографічна структура станом на 31 березня 2011 року:
|          | Загалом | Допрацездатний вік | Працездатний вік | Постпрацездатний вік |
| -------- | ------- | ------------------ | ---------------- | -------------------- |
| Чоловіки | 160     | 42                 | 94               | 24                   |
| Жінки    | 130     | 26                 | 62               | 42                   |
| Разом    | 290     | 68                 | 156              | 66                   |